# Frederick Hamilton-Temple-Blackwood, 1:e markis av Dufferin och Ava
Frederick Temple Hamilton-Temple-Blackwood, 1:e markis av Dufferin och Ava, vanligen kallad "lord Dufferin", född den 21 juni 1826 i Florens, död den 12 februari 1902, var en brittisk diplomat och statsman. 

## Biografi
På fädernet tillhörde han en skotsk släkt, som sedan 1600-talet varit bofast på Irland; hans moder, den för sin skönhet och litterära begåvning firade Helen Selina Sheridan (1807–1867), var sondotter till dramatikern Richard Brinsley Sheridan. Efter slutade studier i Oxford ägnade sig Blackwood en tid åt vården av sina irländska gods och publicerade 1848 en skildring av sina erfarenheter under det stora hungersnödsåret. År 1850 upphöjdes han till engelsk pär som baron Clandeboye. 
År 1855 gjorde han sina diplomatiska lärospån som lord John Russells ledsagare på dennes beskickning till Wien, och 1860 sände Palmerston honom som brittisk kommissarie till Syrien för att pådriva undersökningarna rörande massakern på de kristna. Förtjänsten av den reformplan, vars genomförande medförde stadigvarande lugn i Libanonområdet, tillkommer i främsta rummet Blackwood, som påyrkade och genomdrev rättvis representation i förvaltningen och rättsskipningen för kristna och muslimer under en faktiskt av regeringen i Konstantinopel oberoende generalguvernör. Blackwood, som tillhörde det liberala partiet, var 1864-1866 i Palmerstons ministär understatssekreterare för Indien, därefter under Russell 1866-1868 understatssekreterare i krigsministeriet samt 1868-1872 kansler för hertigdömet Lancaster i William Ewart Gladstones första ministär. År 1871 upphöjdes han till viscount Clandeboye och earl av Dufferin. 
Åren 1872-1878 var han generalguvernör över Kanada och bidrog i denna befattning genom sin politiska takt och i sällspord grad vinnande personlighet väsentligt till stärkande av bandet mellan denna koloni och moderlandet, liksom till konsolidering av de nyligen federerade provinsernas enhet. Efter återkomsten hem kallades han till svåra diplomatiska värv: han var 1879-1881 brittisk ambassadör i Sankt Petersburg med uppgift att övervaka uppfyllandet av Berlintraktatens inskränkande bestämmelser angående fredsfördraget, och 1881-1884 hade han att som ambassadör i Konstantinopel utverka handlingsfrihet för Storbritannien i Egypten under den kris Ahmed Orabis uppror framkallat. Under sex månader (oktober 1882-april 1883) vistades han i Kairo som utomordentlig brittisk kommissarie och förelade sedan parlamentet ett betänkande om hela den egyptiska frågan, vilket emellertid knappast motsvarade förväntningarna och ej kom att utöva något större inflytande på frågans lösning. År 1884 utnämndes Blackwood till vicekung av Indien, och under hans ämbetstid som sådan genomfördes annekteringen av Burma.
Vid sin avgång 1888 upphöjdes han till earl av Ava och markis av Dufferin och Ava (den senare titeln efter Burmas ena huvudstad). Han återvände nu till diplomatisk tjänstgöring, som ambassadör först i Rom (1888-1891), sedan i Paris (1891-1896). Han avböjde 1895 den av Salisbury erbjudna utrikesministerbefattningen och drog sig året därpå tillbaka till lantlivets lugn på fädernegodset Clandeboye nära Belfast. Där avled han 12 februari 1902. Hans sista år fördystrades av finansiella bekymmer och den vanheder, som bragtes över hans aktade namn genom svindlaren Wrights bedrägerier som direktör i "London and Globe finance Corporation", vars ordförande Blackwood låtit förmå sig att bli.  
En 1856 företagen resa till Island skildrade Blackwood i Letters from high latitudes (8:e uppl. 1887). Av hans tal har utkommit två samlingar: Speeches and addresses (1882) och Speeches delivered in India 1884-1888 (1890). Hans hustru, lady Hariot Dufferin (av släkten Hamilton), gjorde sig under sin makes ämbetstid i Indien högt förtjänt om införandet av rationella läkemetoder vid kvinno- och barnsjukdomar bland den infödda befolkningen. Hon har utgivit Our vice-regal life in India.